# FAF1
FAF1‏ (Fas associated factor 1) هوَ بروتين يُشَفر بواسطة جين FAF1 في الإنسان.